# Andrómeda III
Andrómeda III es una galaxia enana esferoidal a unos 2,44 millones de años luz de la Tierra, en la constelación de Andrómeda. Fue descubierta por Sydney van Der Bergh en 1970-1971. And III es parte del grupo local de galaxias, y es una galaxia satélite de la galaxia de Andrómeda (M31).